# ミツバチ (遊助の曲)
「ミツバチ」は、遊助の楽曲で、5枚目のシングル。2010年7月28日にソニー・ミュージックレコーズから発売された。
テーマは、「合言葉は“ガンバンベ!”」

## 概要
前作「ライオン」から約4ヵ月ぶりのシングルで、前作同様に黄色の動物がタイトルになっている。前作と同じく特殊紙ジャケットの初回生産限定盤（CD+DVD付）と通常盤（初回仕様限定盤のみ格言カード1枚（3種類）封入）の2タイプで発売される。また、特殊紙ジャケットにはライオン時の遊助も写っている。

## 形態
- 初回生産限定盤
  - CD+DVD（8min）+特殊紙ジャケット仕様。
- 通常盤
  - ボーナス・トラック「ESCAPE 遊turing 成田誠」収録。

## 収録内容

### CD
1. ミツバチ [4:11]
（作詞：遊助、作曲：遊助/N.O.B.B、編曲：N.O.B.B）
  - ABCマート『スーパーサマーセール』篇CMソング（本人出演）
  - トリニダード・トバゴ発祥の音楽「ソカ」の要素を取り入れた曲。歌詞は、働きバチとしてハチ社会を支えるミツバチを婚活ブームに代表されるような現代の積極的でたくましい女性に喩えたものである。このシングルを紹介するAmazon.co.jpのページにはレビューの書き込みが殺到し、一部メディアで「アマゾンとしては異例の炎上状態」と報じられた[3]。この騒動も交え、サビの歌詞の一部が「〜とかマジ勘弁www」としてインターネットミームとなり、後に2010年度ネット流行語大賞には6位に入賞。上地は「ふつふつと熱いものがわいてくるような曲にしたかったので、『草食系とかマジ勘弁』という歌詞にした。どんな形でも話のネタになるなら、それだけ誰かの耳に入ったということ。ありがたいです。」と笑顔でコメントした[4]。

ミュージック・ビデオは宮古島で撮影された。なお、ビデオ内には撮影現場に偶然いた島田紳助が少しだけ出演していると上地がブログで話している[5]。
2. SUMMER TIME [3:59]
作詞：遊助、作曲・編曲：今井大介
3. 今日の花 [5:15]
作詞：遊助、作曲：遊助/Carlos K.、編曲：Carlos K.
  - 日本テレビ系『ズームイン!!SUPER』春のテーマソング（2010年3月8日 - 6月5日）
  - マルコメ『らくらく液みそ』CMソング（本人出演）
  - NHK FM『上地雄輔のラジ音!』挿入歌

CD発売より先に音楽ダウンロードサイトに配信されていた。CD発売が決まってからも遊助は収録するかしないかを迷ったとブログに書いている。[要出典]
4. ESCAPE 遊turing 成田誠 [3:16]
作詞：遊助、作曲：遊助/菅谷豊、編曲：菅谷豊
  - 通常盤にのみ収録のボーナス・トラック。
  - 関西テレビ系ドラマ『逃亡弁護士』（本人主演）挿入歌

「ESCAPE 遊turing 成田誠」の「成田誠」とは、『逃亡弁護士』で主演の上地が演じている役であり、楽曲は上地が成田誠の気持ちになって制作した曲である[6]。
5. ミツバチ -instrumental- [4:09]

### DVD（初回生産限定盤のみ）
1. ミツバチ　Music Video